# Kamienica przy Rynku 55 we Wrocławiu
Kamienica przy Rynku 55 – kamienica na wrocławskim rynku, na północnej pierzei rynku, zwanej Targiem Łakoci.

## Historia kamienicy i jej architektura
Pierwszy budynek na parceli nr 55 wzniesiono w okresie późnego średniowiecza. Był to czterokondygnacyjny dom z dachem kalenicowym. W 1696 roku kamienica przeszła w posiadanie patrycjusza Samuela Sombera i to za jego sprawą na początku XVIII wieku, budynek został przebudowany. Powstała wówczas dwuosiowa, czterokondygnacyjna kamienica z dwukondygnacyjnym szczytem zakończonym przerwanym tympanonem z kulą pośrodku umieszczoną na postumencie. Z boku znajdowały się korynckie pilastry. Wokół okien znajdowały się proste opaski a nad nimi tympanony: na dwóch pierwszych piętrach - odcinkowe a na trzecim trójkątne.
W okresie wojennym, w kamienicy znajdował się zakład wyrobu pieczątek "Stempel-Reich".

## Po 1945 roku
Podczas działań wojennych w 1945 roku kamienica nie uległa całkowitemu zniszczeniu. Została odbudowana w 1955 roku wg projektu Jacka Cydzika, wiernie odtwarzając fasadę z okresu przedwojennego. Zmian dokonano w układzie wewnętrznym pomieszczeń; klatka schodowa została umieszczona w sąsiedniej Kamienicy nr 54 "Pod Drzewem Morwowym".